# Marco Kistler

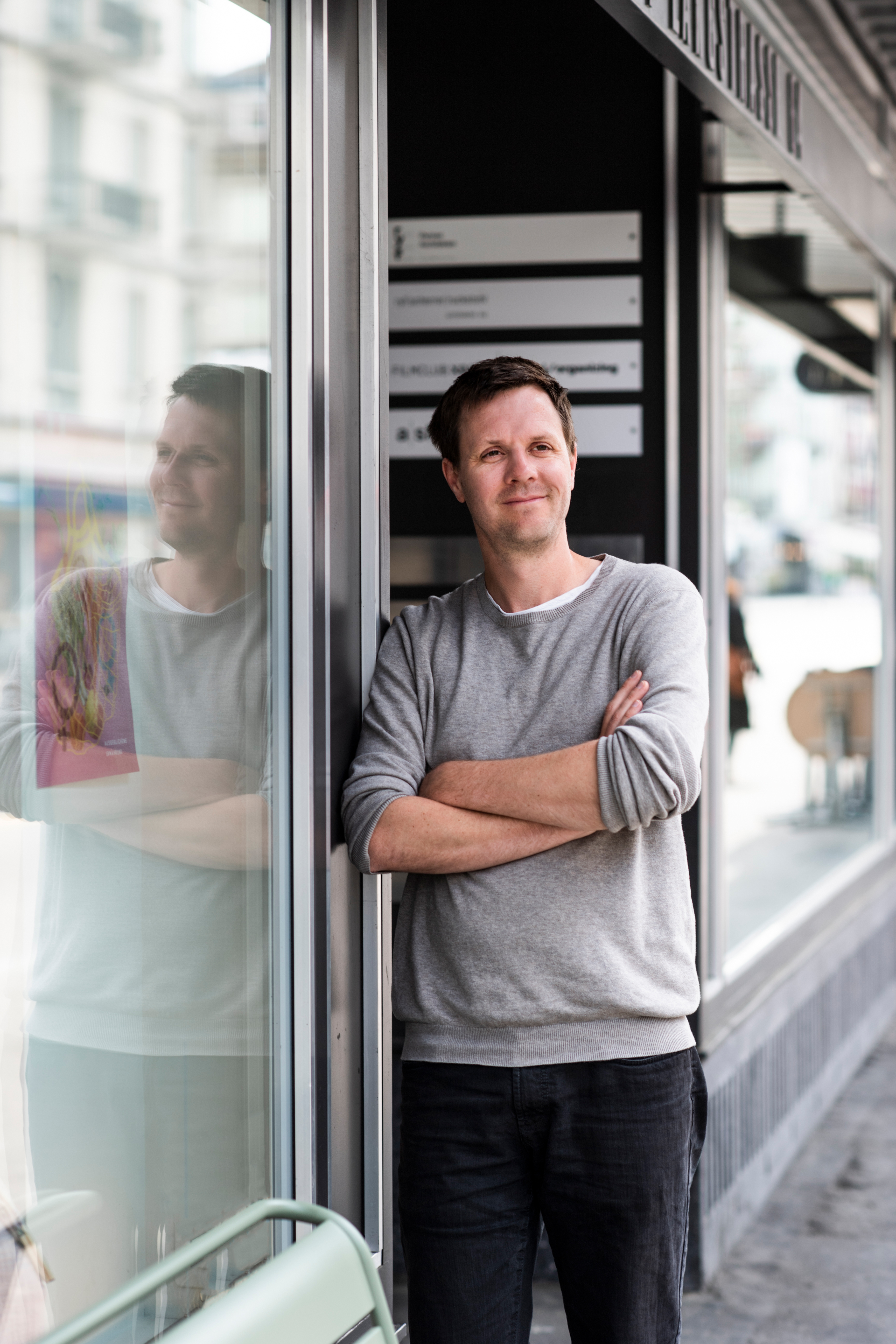
Marco Kistler (2022)

Marco Kistler (* 31. Oktober 1984 in Oberurnen) ist ein Schweizer Politiker (SP).

## Leben
Er ist ehemaliges Mitglied der Schweizerischen Geschäftsleitungen der Sozialdemokratischen Partei (SP) und der JUSO. Weiterreichende Bekanntheit erlangte er 2013 im Rahmen der Kampagne zur 1:12-Initiative, die Kistler zugeschrieben wurde.
Am 27. September 2009 wurde Marco Kistler mit dem besten Ergebnis des zweiten Wahlganges in den Gemeinderat der neuen Gemeinde Glarus Nord gewählt, in der er die SP/Juso vertrat. Zu den Gesamterneuerungswahlen 2014 trat Kistler nicht mehr an. Zusätzlich vertrat er 2012–2014 die SP im Glarner Landrat (Kantonsparlament).
Er ist mit der SP-Politikerin Mattea Meyer liiert, das Paar hat zwei Kinder (* 2017, * 2021).